# Santiago de la Puebla
Santiago de la Puebla là một đô thị ở tỉnh Salamanca, tây Tây Ban Nha, thuộc cộng đồng tự trị Castile-Leon. Đô thị này có cự ly 54 kilômét so với thành phố tỉnh lỵ Salamanca và có dân số 445 người.
Đô thị này có diện tích 53.33 km².
Đô thị này nằm ở khu vực có độ cao 824 mét trên mực nước biển.
Kinh tế chủ yếu là nông nghiệp với nghề trồng ô liu.